# ابن دنینیر
ابراهیم بن محمّد لخمی قابوسی شهرت‌یافته به ابن دُنَینیر (۱۱۸۷–۱۲۲۹م) (نسب: ابراهیم بن محمد بن ابراهیم بن علی بن هبةالله، لخمی قابوسی موصلی) شاعر و زندگی‌نامه‌نویس عراقی بود. در خدمت امیر اسدالدین مهرانی بود و او را مدح نمود. در سال ۶۱۴ق به خدمت ملک عادل ایوبی درآمد. دیوان شعر او گردآمده شده. او را دارای باورهای نادرست وصف کرده‌اند که «الحاد و فسق» نامیده شده. در برگ‌های او سخنان در رد خداپرستی و ذم پادشاهان یافت شد، در سبیته، قلعه‌ای نزدیک بانیاس به صلیب کشیده شد. الشهاب الناجم فی علم وضع التراجم، الفصول المترجمة عن علم حلّ الترجمه از آثار اوست.